# Слитере (национальный парк)
Сли́тере (лат.: Slīteres nacionālais parks) — национальный парк в Талсинском районе в области Курземе, на западном побережье Латвии.

## История
В 1910 году Рижское общество естествоиспытателей ходатайствовало перед Главным управлением землеустройства Российской империи о создании заповедника на острове Морица (или Морицсала). Разрешение было получено и, таким образом, остров Морица (площадью 80 гектаров) на озере Усмас в Виндавском уезде Курляндской губернии стал первым государственным заповедником Российской империи. Он был старейшим заповедником и в Латвийской республике, и в СССР.
Вторым Латвийским заповедником был «Залие Кални» (Зеленые холмы), организованный в 1921 году в окрестностях города Дундага на площади 717 гектаров.
Позднее на основе «Залие Кални» в Талсинском районе Латвийской ССР был создан заповедник «Слитере» площадью 15 060 га, которому административно были подчинены меньшие по размеру заповедники «Морицсала» в Вентспилсском районе (в тот момент имевший площадь 818 га) и «Грини» в Лиепайском районе (площадью 1076 га).
В 2000 году на основе бывшего заповедника учреждён национальный парк «Слитере».

## В настоящее время
Площадь национального парка «Слитере» 265 км2 (из них 101 км2 на Балтийском море). «Слитере» самый маленький национальный парк в Латвии.
Национальный парк славится своими широколиственными лесами, покрывающих древнюю береговую линию и уникальный комплекс дюн (так называемые kangari по-латышски) и междюнные понижения (vigas), частично занятые болотами. Большая часть широколиственных лесов расположена на «Залие Кални» (или Зелёных холмах), которые с точки зрения геологии являются одной из самых известных достопримечательностей парка. Тысячи лет назад «Залие Кални» являлись древней береговой линией Балтийского ледникового озера.
Около 30% площади парка покрыта хвойными лесами. Флора парка насчитывает сотни видов высших растений и мхов. 29 видов из них не встречаются больше нигде в Латвии. Национальный парк «Слитере» лежит вдоль Балтийского пути миграций птиц. Благодаря этому парк — одно из самых лучших мест в Латвии для наблюдения за птицами. Практически все виды птиц, найденные в Латвии были обнаружены и в «Слитере». Во время весенних и осенних миграций удаётся наблюдать до 60 тысяч мигрирующих птиц в час. Из крупных млекопитающих в национальном парке обитают волк, рысь и лось. В национальном парке обнаружено много редких видов насекомых и наземных моллюсков, что связано с высоким разнообразием растительности и местообитаний. На побережье Балтийского моря возможны встречи серого тюленя, и иногда там отмечают редкую кольчатую нерпу.
Национальный парк «Слитере» охраняет значительную часть Ливского берега (Līvõd Rānda), защищая во имя будущего исторические ливонские деревни. См Колкасрагс и деревни Вайде, Саунагс, Питрагс.